# لا اسکوندیدا (تگزاس)
لا اسکوندیدا (به انگلیسی: La Escondida) یک منطقهٔ مسکونی در ایالات متحده آمریکا است که در تگزاس واقع شده‌است. لا اسکوندیدا ۱۵۳ نفر جمعیت دارد.